# Luisenstadt
Luisenstadt är en av Berlins historiska förstäder, belägen sydost om den ursprungliga stadskärnan. Namnet Luisenstadt saknar idag administrativ betydelse och området ligger idag delvis i sydöstra delen av stadsdelen Mitte och delvis i de norra delarna av stadsdelen Kreuzberg. Stadsdelen namngavs 1802 efter den dåvarande drottningen Louise av Mecklenburg-Strelitz, maka till Fredrik Vilhelm III av Preussen.

## Geografi

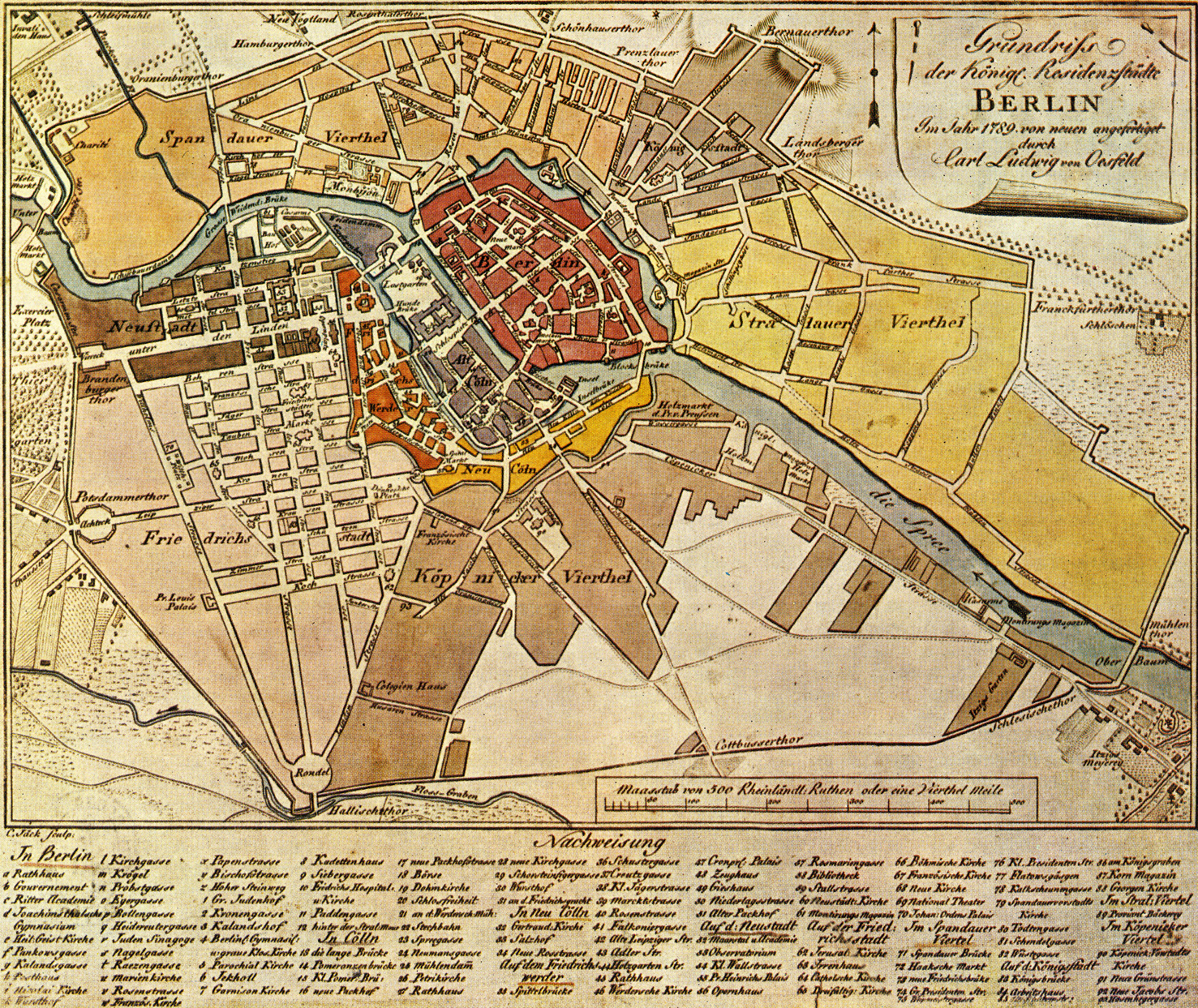
Luisenstadt markerat i grått som "Köpenicker Vierthel" på en karta från slutet av 1700-talet.

Luisenstadt betecknar den stadsdel som växte upp utanför Berlins sydöstra fästningsvallgrav, ursprungligen kallad Köpenicker Vorstadt. Området omedelbart innanför vallgraven kallades då Neu-Cölln, "nya Cölln", en beteckning som under 1900-talet överfördes på en helt annan stadsdel längre söderut, och även begreppet Cöllner Vorstadt användes om området. Förutom fästningsvallgraven, söder om nuvarande Wallstrasse, avgränsades stadsdelen av Spree i nordost. I söder och öster sträckte sig stadsdelen till tullmuren (nuv. Skalitzer Strasse/högbanan) och senare utanför tullmuren ända till Landwehrkanal. I väster avgränsades stadsdelen från Friedrichstadt längs Lindenstrasse (inklusive den del som idag är Axel-Springer-Strasse).
Stadsdelen delades i två delar av Luisenstädtischer Kanal, färdigställd 1852, som sammanband Spree i norr med Urbanhafen i Landwehrkanal i söder. Luisenstadt var under kejsardömet administrativt delad i en västlig del, Luisenstadt diesseits der Kanal (hitom kanalen) respektive en östlig del, Luisenstadt jenseits der Kanal (bortom kanalen). När stadsdelsindelningen drogs om 1920 i samband med att Stor-Berlin skapades kom den förstnämnda halvan att tillfälla stadsdelsområdet Mitte och den sistnämnda att uppgå i Kreuzberg, som då var ett självständigt stadsdelsområde. Därmed upphörde Luisenstadt som administrativt begrepp och försvann från officiella kartor.

## Historia
Området kallades under medeltiden Myrica och förvärvades 1261 av staden Cölln. Därefter uppstod de första bondbyarna i området. Under 1500-talet uppstod de första förstäderna utanför den dåvarande stadsmuren, här Köpenicker eller Cöllner Vorstadt. Förstaden utanför murarna brändes i samband med trettioåriga kriget. 1701 införlivades förstaden administrativt med staden Berlin, men först 1736 färdigställdes tullmuren som fysiskt omslöt stadsdelen, vid denna tid kallad Köpenicker Viertel. Under 1800-talet lade Peter Joseph Lenné fram en plan på kung Fredrik Vilhelm IV:s beställning om hur stadsdelen skulle kunna gestaltas. 1841 lades området bort till nuvarande Landwehrkanal till stadsdelen.
Luisenstadt kom i och med industrialiseringen att få en blandad bebyggelse av både bostäder samt hantverkare och småskalig industri, vilket präglade stadsbilden. Luisenstädtischer Kanal bidrog härvid till att ge stadsdelen sin utformning och inbegreps i stadsplaneringen. Kanalen kom med tiden att spela ut sin roll och stanken från det stillastående vattnet i kanalen bidrog till att kanalen 1926 fylldes igen av staden.

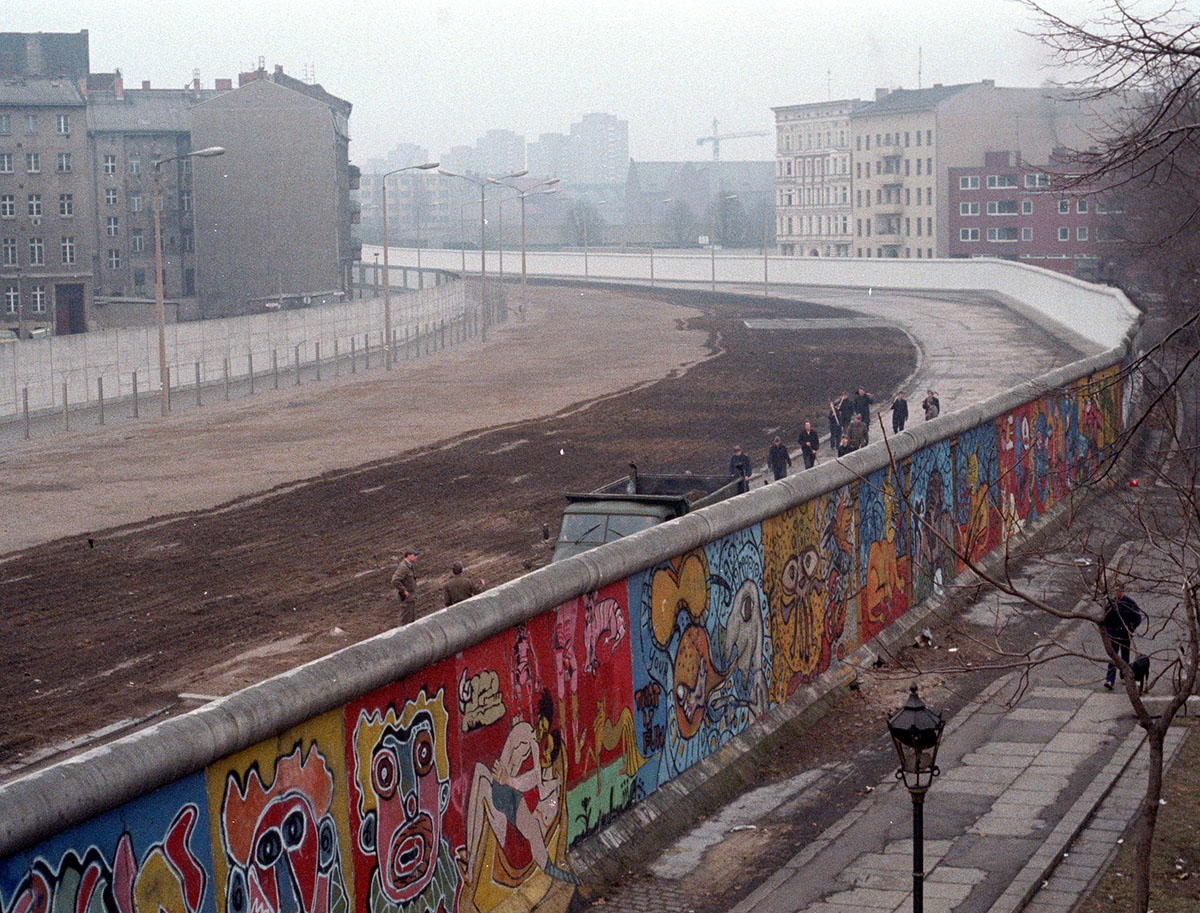
Luisenstadt delades av Berlinmuren mellan 1961 och 1989. Bilden visar muren längs Bethaniendamm.

Delar av området skadades svårt i andra världskriget, men i exempelvis Wrangelkiez och längs Oranienstrasse finns stora delar av 1800-talsbebyggelsen kvar. På grund av att Luisenstadt 1920 hade delats upp mellan stadsdelsområdena Mitte och Kreuzberg kom området även att delas mellan den amerikanska och den sovjetiska ockupationssektorn 1945 efter kriget. Därmed kom också Berlinmuren att mellan 1961 och 1989 dela området mellan Västberlin i sydost och Östberlin i nordväst. Under efterkrigstiden byggdes framförallt funktionalistiska bostäder i området. Sedan 1990-talet är de kvarvarande luckorna sen kriget i Luisenstadts bebyggelse markerade som ett särskilt område för nybyggnation i Berlins stadsplan.